# Comité permanent amiante
Pour les articles homonymes, voir CPA.
Le Comité permanent amiante (CPA) est une ancienne organisation informelle française, impliquée dans le scandale de l'amiante.

## Historique

### Création du CPA
En 1982, l'Association française de l'amiante, qui regroupe les industriels de l'amiante, crée avec l'INRS, le Comité permanent amiante. Officiellement, la paternité en revient à Dominique Moyen, directeur général de l'Institut national de recherche et de sécurité (INRS) en réalité elle revient à Marcel Valtat, créateur du CES, (Communications économiques et sociales).
Ainsi, à partir de 1982, l'AFA versera plus de 600 000 francs au CES pour la création et le fonctionnement de ce comité.

### Composition du comité
Ce comité, groupe informel, sans pouvoir officiel et sans statuts, créé par Dominique Moyen, directeur général de l'Institut national de recherche et de sécurité (association loi de 1901), va de fait diriger la politique sanitaire française pour l'amiante.
Ce comité réunira au no 10 avenue de Messine à Paris :
- des scientifiques[2], réunis sous le vocable de : Groupe de travail scientifique. Il comprenait entre autres : 
  - le Pr Étienne Fournier, toxicologue, membre de l'Académie de médecine
  - le Pr Jean Bignon et son successeur le Pr Patrick Brochard qui dira par la suite : « nous nous sommes fait rouler. »[1]

- des industriels représentant les grandes compagnies amiantogènes, incluant : 
  - Ferodo
  - Valeo
  - Eternit
  - EDF, la SNCF
  - les chantiers navals, les avionneurs, les fabricants de véhicules automobiles

- des hauts fonctionnaires de cinq ministères différents :
  - du ministère du Travail : la DRT
  - du ministère de la Santé : la DGS
  - du ministère de l'Environnement

- des représentants d'organismes publics comme l'INC ou la Sécurité sociale
- des syndicalistes (CFDT, CGT…) ; FO cependant refusera d'y participer[1].

### Le fonctionnement du comité

#### Son action en France
Ce comité est un montage réalisé d'une part, par les cabinets CES (Communications économiques et sociales) et Europaxis, et d'autre part par l'Association française de l'amiante.
Son financement sera entièrement dépendant des industries qui paieront entre autres tous les frais de déplacement. Par exemple (in Rapport du Sénat) en 1994, l'Association française de l'amiante versera 700 000 francs au cabinet Europaxis.
Les séances du CPA réuniront en moyenne une vingtaine de personnes.
Outre ces personnalités, il comprendra aussi des délégués des principaux syndicats qui défendront longtemps l'usage de l'amiante « au nom de la préservation de l'emploi ».
Le CPA se réunira, en réunion plénière ou en groupes de travail, quatre vingt dix huit fois entre le 20 septembre 1982 (date de son ouverture) et le 25 septembre 1995 (date de sa fermeture), jour où les représentants des différents ministères ainsi que ceux des organisations syndicales indiquent leur décision de ne plus siéger.
Pendant douze ans, la politique de santé publique en matière d'amiante est entièrement confiée à ce comité de lobbying.
En raison du « scandale de l'amiante » français, le gouvernement d'Alain Juppé a dissous ce comité en 1995, a interdit toutes les utilisations de l'amiante et a lancé de très coûteuses opérations de désamiantage dans des bâtiments publics (en particulier sur le campus de Jussieu).

#### Action internationale du CPA
Quand, en 1986, les États-Unis envisagent (par le biais du BIT et de l'EPA) d'interdire l'usage de l'amiante, le représentant français, intervient pour émettre un avis négatif, fondé sur un rapport du Comité permanent amiante. Ci-après, compte rendu à ce sujet de la Réunion du CPA du mercredi 26 mars 1986 :
« 2. Proposition de bannissement de l'amiante par l'Environmental Protection Agency, EPA.
2. 1. Conclusions du Groupe de Travail scientifique (composé du  Pr VALLERON et de M. le Dr THOMAS): après avoir étudié le document publié par l'E. P. A., le G. T. scientifique a émis les conclusions suivantes :
- Les auteurs de ce rapport n'ont pas de notoriété et ne semblent pas disposer de compétences spécifiques dans le domaine de l'amiante.
- La bibliographie n'est pas exhaustive.
- Cette étude ne fournit aucune donnée nouvelle. Les données utilisées dans le programme n'ont pas été discutées.
La corrélation entre des mesures issues de modèles très différents ne peut mener qu'à des incertitudes.
De l'avis des scientifiques, ce document ne peut être considéré comme une étude reposant sur des données scientifiques indiscutables… C'est un rapport incomplet sur les connaissances actuelles des pathologies liées à l'amiante qui tire essentiellement sa valeur de son label « E.P.A. ».
Compte tenu de la difficulté d'entreprendre une analyse approfondie de ce texte, le G.T.S. préconise de fonder l'analyse critique sur le caractère pseudo-scientifique d'un document utilisé à des fins politiques. »
En 1991, quand, poussée par l'Allemagne, la Communauté européenne s'interroge sur une interdiction pure et simple de l'amiante, le CPA procède de nouveau à un intense lobbying dans les couloirs de la Commission européenne afin d'empêcher toute prohibition.
Il sera appuyé dans cette action par le gouvernement du Québec (principal producteur d'amiante au niveau mondial).

### Mise en examen
En janvier 2012 : « Quatre anciens dirigeants du Comité permanent amiante (CPA), considéré par les victimes comme la “structure de lobbying des industriels” mise en place dans les années 80, ont été mis en examen par la juge chargée d'enquêter sur les dégâts causés par l'amiante », « Dominique Moyen, ancien secrétaire général de l'Institut national de recherche et de sécurité (INRS) qui imagina et créa le CPA et Jean-Pierre Hulot, secrétaire du CPA et dirigeant de la société de communication CES ont été mis en examen pour “homicides, blessures involontaires et abstentions délictueuses”, a précisé l'association nationale de défense des victimes de l'amiante dans un communiqué. »",

### Sources
- Le rapport d’information du Sénat n° 37 (2005-2006) de MM. Gérard Dériot (rattaché au groupe UMP) et Jean-Pierre Godefroy (groupe PS), a été fait au nom de la « mission commune d’information consacrée au drame sanitaire de la contamination par l’amiante et à ses répercussions sur le plan humain, social et financier » et déposé le 20 octobre 2005.

Le titre complet de ce rapport du Sénat est : Le drame de l’amiante en France : comprendre, mieux réparer, en tirer des leçons pour l’avenir. Rapport d’information n° 37 (2005-2006), réalisé au nom de la mission commune d’information, déposé le 20 octobre 2005, sur le bilan et les conséquences de la contamination par l’amiante, Sénat, 2005. Consultable sur Site officiel du Sénat.